# 高齢出産
高齢出産（こうれいしゅっさん）とは、医学的にハイリスク妊婦に分類され、女性が35歳以上で初めて子どもを出産すること又は40歳以上の経産婦による出産。染色体異常を含む先天性疾患の出産、流産、不育症、子宮口が固くなっていることによる難産、妊娠を妨げる子宮筋腫や卵巣腫瘍罹患率も上がり、妊娠成功しても妊娠高血圧症候群や妊娠糖尿病といった合併症のほか、難産になりやすいなど、妊娠・出産に伴うリスクが高くなる。厚生労働省の調査によると、高齢出産は1990年代には出産数全体の数％であるが、2010年には20％台、2019年には約30％になり、3～4人に1人は高齢出産となっている。ハイリスク妊婦の増加傾向に、厚生労働省や医療関係者から懸念が出ている。厚生労働省によると妊娠後の流産率は34歳までは10.9%、35～39歳までの20.7%、40歳以上は41.3%となっている。
日本産科婦人科学会、WHOは、35歳以上の初産婦と経産婦による40歳以上の出産を高年初産婦として定義している。1991年以前の日本産科婦人科学会定義で30歳以上の初産婦であったが、WHOをはじめとする諸外国で「35歳上の初産、又は経産婦による40歳以上出産」と定義がなされていることなどから、国際基準に合わせられた。

## 年齢による妊娠出産能力（妊孕能）の増減と閉経
女性が妊娠し出産する能力、妊孕能は、最初の排卵時（一般的に11～12歳）で始まり、基本的に45歳で終了する。統計的に、最初の排卵時から数年の期間は、身体が妊娠出産に必要十分の状態に生育していないので一般的に10代前半の妊娠率は低く、10代後半～27歳前後までが妊娠と出産の能力の最盛期である。32歳以後は卵子や子宮の能力の低下により急激に減少するため、産婦人科では自然妊娠を希望する場合は32歳までには真剣に考えて欲しいと警告している。経産婦であっても初産婦なら高齢出産と定義されている35歳以降は、妊娠中から出産まで細心の注意を払ってほしいとも指摘されている。40歳前後になると能力が更に著しく低下して、自然妊娠が困難になり、生殖補助医療を利用しても妊娠はかなり難しい状態となる。45歳以上では事実上の閉経となり、自然妊娠での出産は不可能となる。
合計特殊出生率
厚生労働省と世界保健機関は、合計特殊出生率を算出する定義として、15～49歳の女性を母集団としている。50歳過ぎても閉経していない女性の場合は、50歳以上で出産したケースも非常に少数の例外としては存在する。このように15歳未満と50歳以上の出産も存在自体はするが、統計の精度に影響を与えるほどいないことから、15歳未満と50歳以上の女性の人口は合計特殊出生率を算出するための統計の母集団には含んでいない。出産・出生統計の便宜上、15歳未満の出産は15～19歳に含み、50歳以上の出産は45～49歳に含んで表記する。

## 高齢出産統計
厚生労働省の出産統計によると、1920年代～1940年代前半には、30歳以上の出産は年間80万人以上、35歳以上の出産は年間40万人以上、40歳以上の出産も年間10万人以上、出生数が260万人台で史上最も多かった1946年～1949年には、30歳以上の出産は100万人以上、35歳以上の出産は年間50万人以上、40歳以上の出産も年間10万人以上、出産総数に対する高齢出産の比率は20％前後であった。なぜなら、20世紀前半までは、感染症や生活習慣病の予防法も治療法も実現される以前であり、妊産婦死亡率、周産期死亡率、新生児死亡率、乳児死亡率、乳幼児死亡率、成人死亡率は、20世紀後半や、21世紀の現代と比較して著しく高く、出産しても成人するまで生きられない可能性も、成人後に死亡する確率も、現在と比較して著しく高かった。家族のためおよび国や社会のために、人口を維持し増大させるためには、女性もその性交相手である男性（夫または愛人）も妊娠出産が可能な限り、妊娠と出産をするという慣習があったので、女性もその性交相手である男性も存命で妊娠と出産が可能な健康体ならば40代でも妊娠し出産することはありふれたことであり、多産多死の人口動態だった。当時は平均寿命は40代だったが、その時代でも、妊娠と出産をできる限りするという考えであると、35歳以上の出産が年間40万人以上、40歳以上の出産が年間10万人以上、出産総数に対する高齢出産の比率は20％前後は可能な数値だった。
戦後
1940年代後半の戦後の混乱期は、戦争中に軍隊に入っていた多くの青年層男性が家庭に戻って結婚したことにあり、日本の歴史上最大の出産数を記録し、この時代にも40歳以上の出産も年間10万人以上あり、出産総数に対する高齢出産の比率は20％前後であったが、戦後の混乱期が過ぎると出産数は減少し1961年には史上初の合計特殊出生率が2.00人未満を記録し、感染症の予防法や治療法が実現され、妊産婦死亡率、周産期死亡率、新生児死亡率、乳児死亡率、乳幼児死亡率、成人死亡率は著しく低下し、合計特殊出生率は2人台前半から、2.00前後、1人台後半へと漸減し、少産少死の人口動態に変化した。20世紀後半の1980年代までは女性の平均初婚年齢及び第1子平均出産年齢が20代半ばだったので、出生率の低下の結果、高齢出産は著しく減少し、1960年～1995年の国勢調査の期間は、出産総数に対する高齢出産の比率は10％未満だった。とりわけ人口の多い団塊の世代の女性の出産適齢期とも重なった1960年代後半から1980年代前半にかけての期間では、高齢出産の比率は5％未満で最も少なかった。また、団塊の世代自体も20代半ばで結婚して20代のうちに子供を産み終えるという傾向が強かったため、高齢出産をした者は少なく、40歳以上で子供を産んだ者はほとんどいなかった。1995年以降は合計特殊出生率は1人台前半に低下した状態が継続しているが、女性の晩婚化が進行したことの影響で、高齢出産は増加傾向になり、出産総数に対する35歳以上の出産比率は2000年は約12％、2008年は約21%、2015年は約28%に増加しているが、実数としては、20世紀前半までと比較すると少ない。しかし、1995年以降は晩婚化の進行に伴って35歳以上での初産（第1子出産）も増加しており、早婚多産傾向であった20世紀前半までとは事情が異なる面もある。

## 超高齢出産
高齢出産の中でもおよそ50歳以降の出産を、特に「超高齢出産」と呼ぶこともある。この年齢になると大部分の女性は排卵が終了して、自然妊娠が出来なくなっていることが多いが、非常に少数の例外として自然妊娠して出産する事例はあり、過去に自分の卵子を凍結しておいたり他の人の卵子を使うことによって妊娠して出産する事例もある。
2008年と2016年には、インドの不妊治療院の発表で72歳の年齢の女性が出産したことが、インド国内のみならず世界各国のニュースとして報道された。いずれも体外受精によるものであった。70代での超高齢出産は世界的に見ても極めて少ない事例である。

## 高齢出産のリスク

### 高齢妊娠のリスク
妊娠中に起こる産科合併症のほとんどが年齢依存性に上昇し、高齢妊娠だと妊娠初期の流産率が上昇する。これには加齢による卵巣機能や子宮機能の低下とダウン症候群を始めとした染色体異常の頻度が増すことが関与する。また、妊娠糖尿病・妊娠高血圧症候群・前期破水・切迫早産・前置胎盤・常置胎盤早期剥離や胎内死亡といった産科合併症も年齢依存性に発症頻度が上昇する。さらに、高齢では慢性高血圧症や2型糖尿病、肥満などの内科合併症を持つ女性の頻度も増加し、妊娠中の内科合併症の悪化や妊娠高血圧症候群などの産科合併症が高率に出現する。このように高齢妊娠では母体の罹病率の上昇のみならず胎児の罹病率も上昇させ、双方の健康障害が危惧される。

### 高齢分娩のリスク
高齢分娩のリスクはその妊産婦死亡の高さである。2004年の米国の報告によると、妊産婦死亡は10万分娩につき8.6であったが、35-39歳で2.5倍、40歳以上で5.3倍と上昇していた。日本での妊産婦死亡については、40歳を過ぎると20～24歳の妊婦の実に20倍以上にまで高まるとの報告がある。また、高齢分娩の場合、母体が危険なだけではなく、流産・早産する危険性が増加する。危険因子は、遷延分娩・分娩停止、分娩時出血量の増加、産道損傷、帝王切開率の上昇などが挙げられる。
初産、すなわち第一子出産が高齢出産である場合は、母体の健康が損なわれる危険性や、流産・早産の可能性が増加する。経産婦が高齢出産を行う場合は、非経産婦の場合と比べて母体の健康に対するリスクは相対的に低くなる。
2013年の日本での統計では、自然死産率は出産千対で「20歳～24歳」が9.6、「25歳～29歳」が8.1と最低で、「30歳～34歳」が9.3、「35歳～39歳」が12.8、「40歳～44歳」が21.5、「45歳～49歳」が35.2となり、母体を考えると「25歳～29歳」が最も死産率が低く、35歳の高齢出産時には1.5倍に、40代では2倍以上に上昇する。

### 高齢出産のリスク
高齢出産では、遺伝子疾患の発生率は上昇し、特に新生児のダウン症の発症率が増加する。母親の出産年齢が高いほど発生頻度は増加し、25歳未満で1/2000、35歳で1/300、40歳で1/100となる。40歳で単胎妊娠の場合，児がダウン症候群となるリスクはおよそ1/100であり、20歳でのダウン症の発症リスク（1/1700）に比べて著しく高い。